# Adapura, Harihar
Adapura là một làng thuộc tehsil Harihar, huyện Davanagere, bang Karnataka, Ấn Độ.